# Gwendolyn Masin

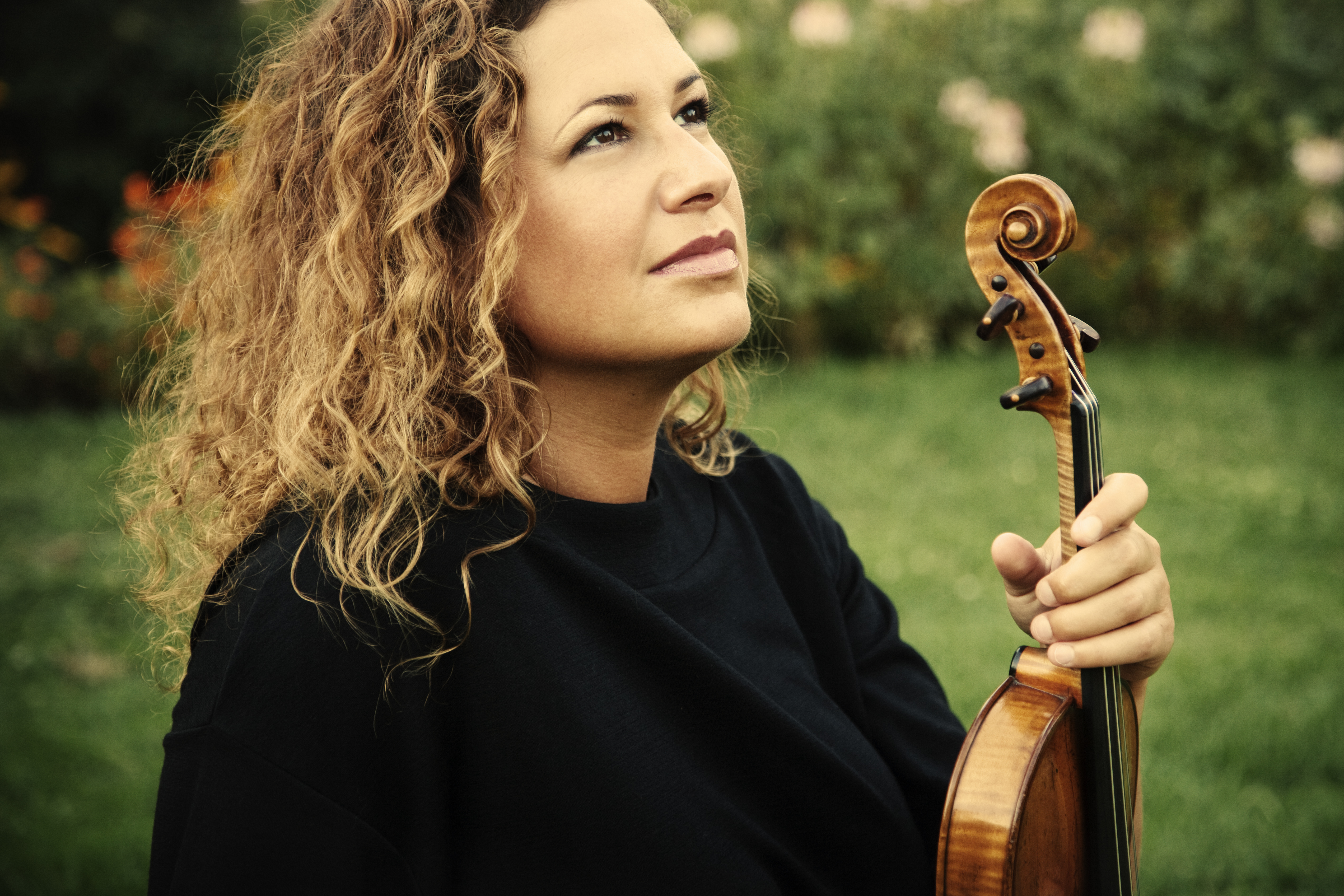
Gwendolyn Masin

Gwendolyn Masin (* 17. November 1977 in Amsterdam) ist eine niederländische Violinistin und Musikwissenschaftlerin.

## Jugend
Gwendolyn Masin wurde in Amsterdam geboren und entstammt einer traditionsreichen Musikerfamilie aus Mittel- und Osteuropa. Beide Eltern sind ebenfalls Musiker. Ihre Mutter, die Ungarin Maria Kelemen, ist Bratschistin und Violinistin. Masins Vater, Ronald Masin, ist ein bekannter Konzertviolinist und Bratschist niederländisch-tschechischer Abstammung.
Inspiriert von ihrer Großmutter, Leiterin einer Musikschule in Budapest, begann Gwendolyn Masin ihre musikalische Ausbildung im Alter von drei Jahren am Klavier. Mit fünf Jahren griff sie zur Violine und gab noch im ersten Unterrichtsjahr ihr öffentliches Debüt an der Franz-Liszt-Musikakademie. Ihre Familie zog nach Kapstadt, als sie sechs Jahre alt war, und ließ sich vier Jahre später in Dublin nieder. Den ersten Auftritt vor irischem Publikum absolvierte Gwendolyn im Alter von 11 Jahren anlässlich eines Konzertvortrags in der National Concert Hall in Dublin und trat noch im gleichen Jahr live in der beliebtesten Fernsehshow Irlands, der The Late Late Show, auf.
Sie wurde seitdem regelmäßig in Fernseh- und Radioshows eingeladen und trat live in Deutschland, Ungarn, Irland, Italien, Russland, Südafrika, der Schweiz und den Niederlanden auf.

## Ausbildung
Gwendolyn Masin erhielt ihren ersten Violinunterricht in der Klasse von Coosje Wijzenbeek. Nach dem Umzug der Familie nach Südafrika setzte sie ihre Studien bei ihren Eltern in Kapstadt fort. Mit sechs Jahren war sie die jüngste Violinistin, die ein Grade-6-Diplom mit Auszeichnung vom Associated Board of the Royal Schools of Music erhielt. Ihr außergewöhnliches Talent wurde bereits früh erkannt, weshalb sie zwischen 1990 und 1996 Unterricht bei Professor Herman Krebbers in Amsterdam nahm. Sie erwarb Abschlüsse und Diplome in vier Ländern, und ihre Universitätsstudien wurden von Igor Ozim, Ana Chumachenco, Zakhar Bron und Shmuel Ashkenasi betreut.

## Karriere
Gwendolyn Masin zeichnet sich durch eine intensive, weltweite Konzerttätigkeit aus. Sie tourte als Solistin mit Orchestern wie der Ungarischen Nationalphilharmonie, dem MÁV-Symphonieorchester, den Staatlichen Sinfonieorchestern von St. Petersburg und Weißrussland, dem Berner Symphonieorchester, dem Musica-Viva-Kammerorchester, dem Savaria Orchestra und dem Orquesta de Cámara de Bellas Artes. Zudem wirkt sie regelmäßig an Auftritten und Einspielungen von Irlands bedeutendsten Orchestern wie dem RTÉ National Symphony Orchestra und dem RTÉ Concert Orchestra sowie dem Jugendorchester National Youth Orchestra of Ireland und Portugals Concerto Moderno mit.
Zu den Höhepunkten ihrer Kammermusikdarbietungen zählen Konzerte mit Musikern wie den Violinisten Philippe Graffin, Jan Talich, Maxim Vengerov und Yuzuko Horigome, den Bratschisten Guy Ben-Ziony, Gérard Caussé, Lilli Maijala, Isabel Charisius und Roger Chase, den Cellisten Alexander Baillie, Pavel Gomziakov, Gavriel Lipkind, Martti Rousi, Alexander Rudin, Julian Steckel und István Várdai sowie den Pianisten Kit Armstrong, Julia Bartha, Finghin Collins, Robert Kulek, Peter Frankl, Aleksandar Madzar und György Sebök, den Bläsern Reto Bieri und Kaspar Zehnder, den Dirigenten János Fürst und Gerhard Markson, der Sopranistin Rachel Harnisch und dem Schauspieler Hanns Zischler.
Gwendolyn Masin hat unter anderem Werke von Raymond Deane, Urs Peter Schneider, Eric Sweeney, Martijn Voorvelt und John Buckley uraufgeführt. Buckley widmete ihr sein erstes Violinkonzert. Dieses spielte sie bei der Uraufführung am 21. September 2013 im Lucas Theater in Savannah, Georgia, mit dem Savannah Philharmonic, dirigiert von Peter Shannon. Die europäische Erstaufführung von Buckleys Werk fand in der National Concert Hall mit dem National Symphony Orchestra of Ireland am 3. Februar 2015 statt. Die Aufführung wurde von Gavin Maloney dirigiert. Der Komponist, Klarinettist und Jazzmusiker Don Li komponierte Solostücke und Filmmusik eigens für sie. Die Werke wurden bei Tonus-Music Records veröffentlicht.

## Festivals und musikalische Reihen

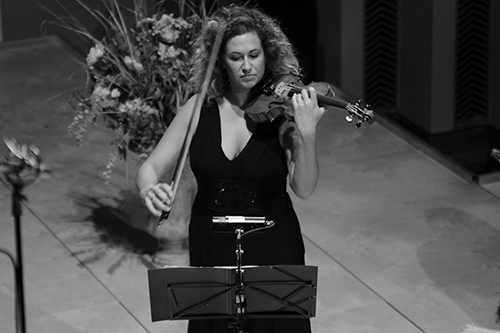
Gwendolyn Masin am GAIA Musikfestival

Im Jahr 2004 rief Gwendolyn Masin die internationale und interdisziplinäre Reihe In Search of Lost Time ins Leben, die 2010 mit einem von Paul Klees Schriften inspirierten Auftragswerk fortgeführt wurde. Komponist war Thorsten Encke. 2006 gründete Masin das jährlich stattfindende GAIA Musikfestival, das als eines der wichtigsten Festivals der Schweiz gilt. 2007 wurde sie künstlerische Leiterin des Carrick-Water-Music-Festivals in Irland, ein Posten, den sie drei Jahre lang innehatte.
Seit 2019 kuratiert sie im Auftrag des Casinos Bern das Programm „Cocktail für die Musen“. Ziel der Serie ist es, eine Brücke zwischen klassischer Musik und anderen Stilarten zu schlagen.

## Pädagogische Tätigkeit
Gwendolyn Masin lehrte nicht nur in ganz Europa, sondern auch in Israel, in den Vereinigten Staaten, in Mexiko und Südkorea in Violin- und Kammermusik-Meisterklassen. Am Trinity College in Dublin erhielt sie 2012 ihre Promotion über historische und moderne Violinpädagogik. Ihr preisgekröntes Buch über Violinpädagogik mit dem Titel Michaela’s Music House. The Magic of the Violin wurde 2009 bei Müller & Schade auf Englisch veröffentlicht und ist weltweit erhältlich. 2018 ist das Buch auch auf Deutsch erschienen. Bei der Publikation war sie die jüngste Frau mit einer eigenen Unterrichtsmethode für die Violine.
Seit 2013 ist Gwendolyn Masin Dozentin für Violine an der Haute école de musique de Genève.

## Preise und Ehrungen
Gwendolyn Masin erhielt zahlreiche nationale und internationale Preise in Irland, Südafrika, der Schweiz, dem Vereinigten Königreich und den Niederlanden. Darüber hinaus erhielt sie als niederländische Vertreterin bei den Global Stipends Awards den International Music Award, wurde in Anerkennung ihrer Leistungen für „The Outstanding Young Persons of Switzerland“ nominiert und erhielt die Unterstützung zahlreicher Institutionen wie der Schweizer Gesellschaft zur Förderung der darstellenden Künste.

## Sonstige Aktivitäten
Karitative Tätigkeit
2020 rief sie den Meisterkurs „The Exhale“ ins Leben – ein Rückzugsort für Musiker, der einen ganzheitlichen Lernansatz bietet. Die Teilnehmer erhalten Zugang zu Bereichen, die ansonsten kaum gemeinsam an einem Ort anzutreffen sind, darunter berufliche Weiterbildung, Yoga, Alexander-Technik, Feldenkrais, Meditation, Ernährung, Musiktheorie, Pädagogik, Analyse zeitgenössischer Musik, Komposition, Improvisation, Moderation im künstlerischen Bereich und psychologische Beratung. Als die Veranstaltung aufgrund der Covid-19-Pandemie abgesagt werden musste, entwickelte Gwendolyn Masin ein Online-Format für Musiker mit dem Ziel, typische Problemfelder von Berufsmusikern wie z. B. wiederkehrende Verletzungen durch Belastungen oder Lampenfieber innerhalb eines geschützten Raums zu bearbeiten. Viele der Veranstaltungen sind kostenlos oder werden über Spenden finanziert. Gwendolyn Masins Initiative wurde mit mehr als 1000 Anmeldungen für 114 Veranstaltungen innerhalb der ersten zwei Wochen belohnt.

## Instrument
Gwendolyn Masin spielt auf einer florentinischen Violine, die 1761 von Lorenzo Carcassi gefertigt wurde.

## Diskografie
- 15 Squared – Don Li (2006)
- GAIA Music Festival 2009 (2009)
- GAIA Music Festival 2013 (2013)
- Eugène Ysaÿe: Sonate Nr. 3 in d-Moll, Ballade (2016)
- ORIGIN (2016)
- ORIGIN (2016) (Vinyl)
- ZuekunftsNostalgie – Oli Kehrli (2016)
- GAIA Music Festival 2016 (2016)
- ORIGIN Edition Deluxe (2017)
- FLAME (2017)
- TROIS (2018)
- West Side Story (2020)
- Legends (2022)

## Bibliografie
- Michaelas Musikhaus. Der Zauber der Geige 1. Lektionen 1–7. Müller & Schade, Bern 2018, ISBN 978-3-905760-12-5, ISMN M-50023-553-8
- Michaelas Musikhaus. Der Zauber der Geige 1. Lektionen 8–16. Müller & Schade, Bern 2018, ISBN 978-3-905760-13-2, ISMN M-50023-578-1
- Michaelas Musikhaus. Der Zauber der Geige 1. Lektionen 17–24. Müller & Schade, Bern 2018, ISBN 978-3-905760-14-9, ISMN M-50023-579-8
- Michaelas Musikhaus. Der Zauber der Geige. Begleitheft mit 16-seitiger Klavierbeilage. Müller & Schade, Bern 2018, ISMN M-50023-811-9
- Michaela’s Music House. The Magic of the Violin. Müller & Schade, Bern 2009, ISBN 978-3-905760-04-0, ISMN M-50023-448-7.
- Violin Teaching in the New Millennium: In Search of the Lost Instructions of Great Masters. An Examination of Similarities and Differences Between Schools of Playing and How These Have Evolved, or Remembering the Future of Violin Performance. Diss. Trinity College, Dublin 2012